# Chiesa di Santa Maria del Carmine (Pistoia)
La chiesa di Santa Maria del Carmine è uno dei pochi esempi di Barocco toscano a Pistoia.

## Storia
Fu fondata assieme all'annesso convento del Carmine nel 1291 dai frati carmelitani. Nel Cinquecento fu completamente rimodellata nel gusto dell'epoca ad opera dell'architetto Antonio Arrighi che ne ampliò le dimensioni e provvide ad ornarla di stucchi.
Nel 1741 l'architetto pistoiese Raffaello Ulivi curò un ulteriore restauro in forme tardo barocche, preoccupandosi di nascondere la copertura con una grande volta e arricchendo l'interno, ridisegnato completamente, con opportuni inserimenti decorativi. La qualità delle decorazioni concepite in modo unitario con stucchi e affreschi nelle volte, dei fiorentini Vincenzo Meucci e di Tommaso Gherardini, ne fecero uno degli ambienti più pregevoli del tempo. Il risultato di tutti questi interventi che si sono succeduti nel tempo è un'armoniosa sintesi di elementi rinascimentali quasi originari con inserti settecenteschi in stile rococò e prezioso scrigno di opere ben conservate.
Chiesa e convento furono oggetto delle soppressioni napoleoniche nel 1803.
La chiesa, officiata fino al 1927, è stata oggetto di un attento restauro nel 2003. Dopo una scrupolosa indagine diagnostica si è intervenuti sia all'interno sia all'esterno dell'edificio. Sono stati ripristinati nelle cromie e nelle forme gli intonaci esterni, si è inoltre provveduto a realizzare interventi strutturali nella volta utilizzando fibre di carbonio e nelle capriate lignee servendosi di apparecchiature metalliche e protesi lignee.

## Descrizione

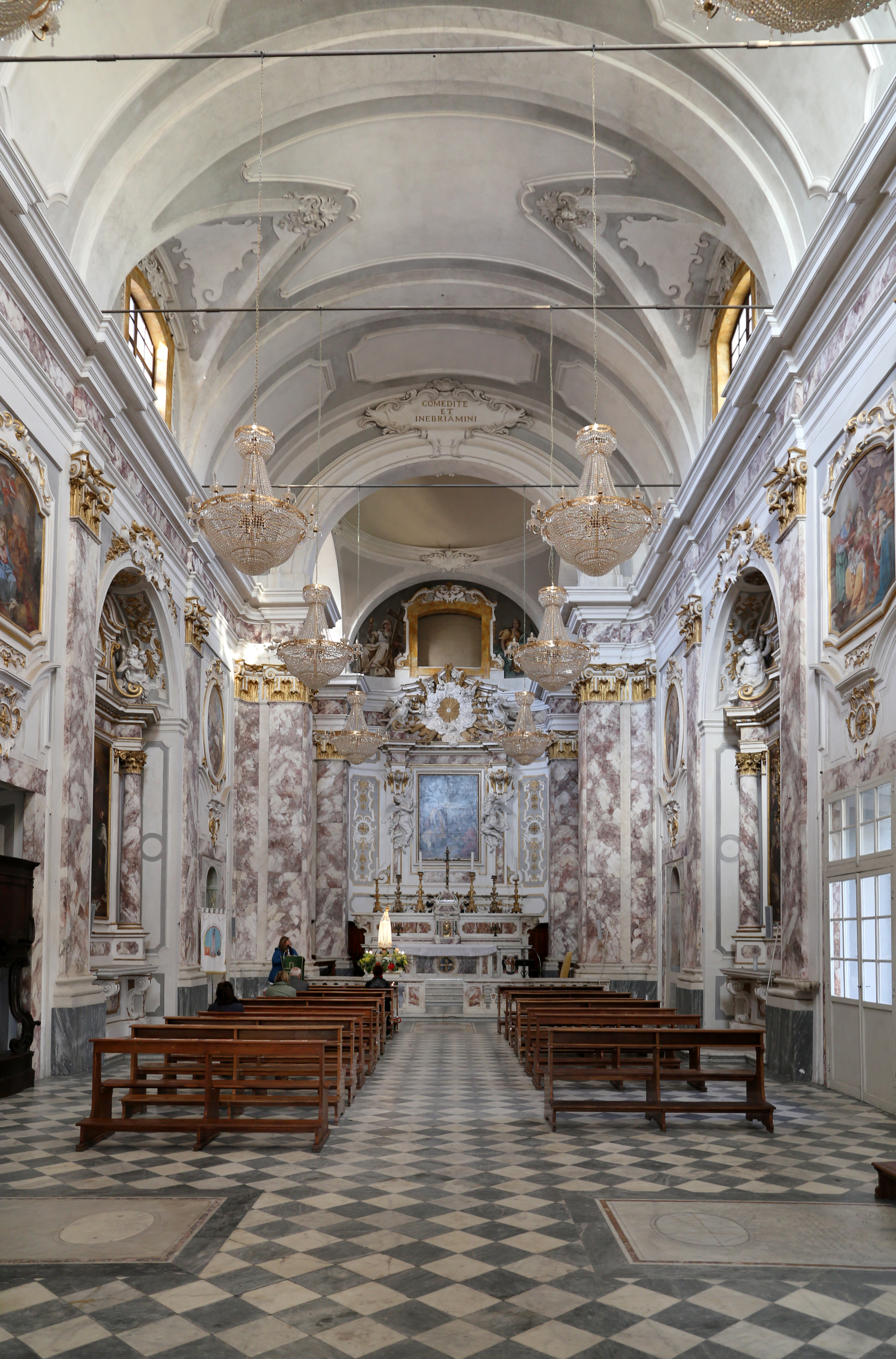
L'interno

L'interno, a navata unica con cappelle, si presenta nel suo aspetto settecentesco completato dagli arredi originali coevi: a Vincenzo Meucci si devono le cornici in stucco della navata e i dipinti con il Riposo durante la fuga in Egitto, la Natività, l'Annunciazione, la Nascita della Vergine presenti nell'abside. A Tommaso Gherardini si devono i motivi nell'abside tratti dall'Antico Testamento.
Nella navata sono due altari laterali nei quali sono due pale di Pietro Marchesini: a destra una con Santi che venerano la Madonna col Bambino in un quadretto e a sinistra è un'altra raffigurante la Sacra Famiglia e Santi, entrambe probabilmente del 1740 circa. Oltre alle pale d'altare, la chiesa conserva all'altare maggiore la tela attribuita a Francesco Lupicini con la Caduta della manna dipinta entro il 1625.
In chiesa è anche una tavola della Sacra Conversazione realizzata intorno al 1530 e attribuita all'artista pistoiese Leonardo Malatesta.
Sulla cantoria in controfacciata si trova l'organo a canne, inserito nella cassa del perduto strumento del 1746 (forse opera di Giovanni Paolo Micheli) e costruito nel 2007-2008 da Glauco Ghilardi utilizzando parte delle canne superstiti del demolito organo Tronci della pieve di Sant'Andrea (1840). A trasmissione integralmente meccanica, dispone di 18 registri su unico manuale con prima ottava scavezza, ed ha la pedaliera priva di registri propri.